# Philippe Herreweghe
Philippe Herreweghe (Gante, 2 de mayo de 1947) es un director de orquesta belga.

## Biografía
Estudió en la Universidad de Gante, etapa en la que combinó estudios de medicina y psiquiatría con su formación musical en el Conservatorio de la ciudad donde, Marcel Gazelle, el habitual acompañante al piano de Yehudi Menuhin, fue su profesor. Al tiempo, comenzó a ejercer como director de orquesta y en 1970 fundó el Collegium Vocale de Gante, y abandonó la medicina. Muy pronto, Nikolaus Harnoncourt y Gustav Leonhardt lo invitaron a él y a su Collegium Vocale a unirse a ellos en la grabación de todas las cantatas de Bach. En 1977 fundó La Chapelle Royale, especializada en la interpretación de la música barroca francesa del siglo XVII.
Además de la dirección de los conjuntos creados por él, Herreweghe es director de la Orchestre des Champs Elysées, que tiene su sede en París y, desde 1999, primer director de la "Real Filarmonía de Flandes", con sede en Amberes. En 1992 asumió la dirección artística del Festival de música antigua de Saintes.
En 2010 fundó su propia compañía discográfica: „phi“. La primera grabación estuvo dedicada a la Sinfonía n.º 4 de Gustav Mahler.

## Discografía selecta
- J. S. Bach Trauerode Kantaten BWV 198, 78 (1988)
- J. S. Bach Ich hatte viel Bekümmernis Kantaten 21, 42 (1990)
- J. S. Bach Magnificat BWV 243 & Kantate BWV 80 (1990)
- J. S. Bach Cantates pour basse Kantaten BWV 82, 56, 158 (1991)
- F. Mendelssohn Elias (1993)
- F. Mendelssohn Ein Sommernachtstraum, Die Hebriden (1994)
- L. van Beethoven Missa Solemnis (1995)
- F. Mendelssohn Paulus (1996)
- J. Brahms Ein deutsches Requiem (1996)
- H. Berlioz L'enfance du Christ (1997)
- R. Schumann Szenen aus Goethes Faust (1998)
- J. S. Bach Cantates pour alto Kantaten BWV 170, 54, 35 (1998)
- J. S. Bach Messe in h-moll BWV 232 (1998)
- J. S. Bach Matthäus-Passion BWV 244 (1999)
- J. S. Bach Wir danken dir, Gott Kantaten BWV 120, 119, 29 (2000)
- J. S. Bach Jesu, deine Passion Kantaten BWV 22, 23, 127, 159 (2009)
- G. Mahler Symphonie 4 (2010)
- L. van Beethoven The 9 Symphonies (2011)
- L. van Beethoven Missa Solemnis (2012)
- F. Schubert The Complete Symphonies (2012)
- W. A. Mozart The last symphonies 39, 40 & 41 Jupiter (2013)
- J. Haydn Die Jahreszeiten (2014)
- J. Haydn Die Schöpfung (2015)
- R. Schumann The 4 Symphonies (2015)
- L. van Beethoven Christus am Ölberge (2022)